# Pirókegér
A pirókegér vagy pirók erdeiegér (Apodemus agrarius) az emlősök (Mammalia) osztályának rágcsálók (Rodentia) rendjébe, ezen belül az egérfélék (Muridae) családjába tartozó faj.
Az állat az Apodemus nem típusfaja.

## Előfordulása
A pirókegér Európa középső és keleti részein, valamint Szibéria déli részén, Mandzsúriában, Koreában, Kínában és Tajvanon él szántóföldeken és ritkás erdőkben. Télen megtelepszik az elhagyatott épületekben.

## Megjelenése
A pirókegér hasonlít rokonához, az erdei egérhez (Apodemus sylvaticus). Színe hátán szürkésbarna, hasa fehéres. Legfeltűnőbb ismertetőjele a hátán végighúzódó fekete csík. Hosszúkás testéhez viszonylag hosszú farok tartozik. Hátsó lábai hosszabbak a mellsőknél, ezért futás közben ugrálva halad. Teste 9-11 centiméter, farka 7-9 centiméter. Súlya 18-25 gramm, legfeljebb 50 gramm.

## Életmódja

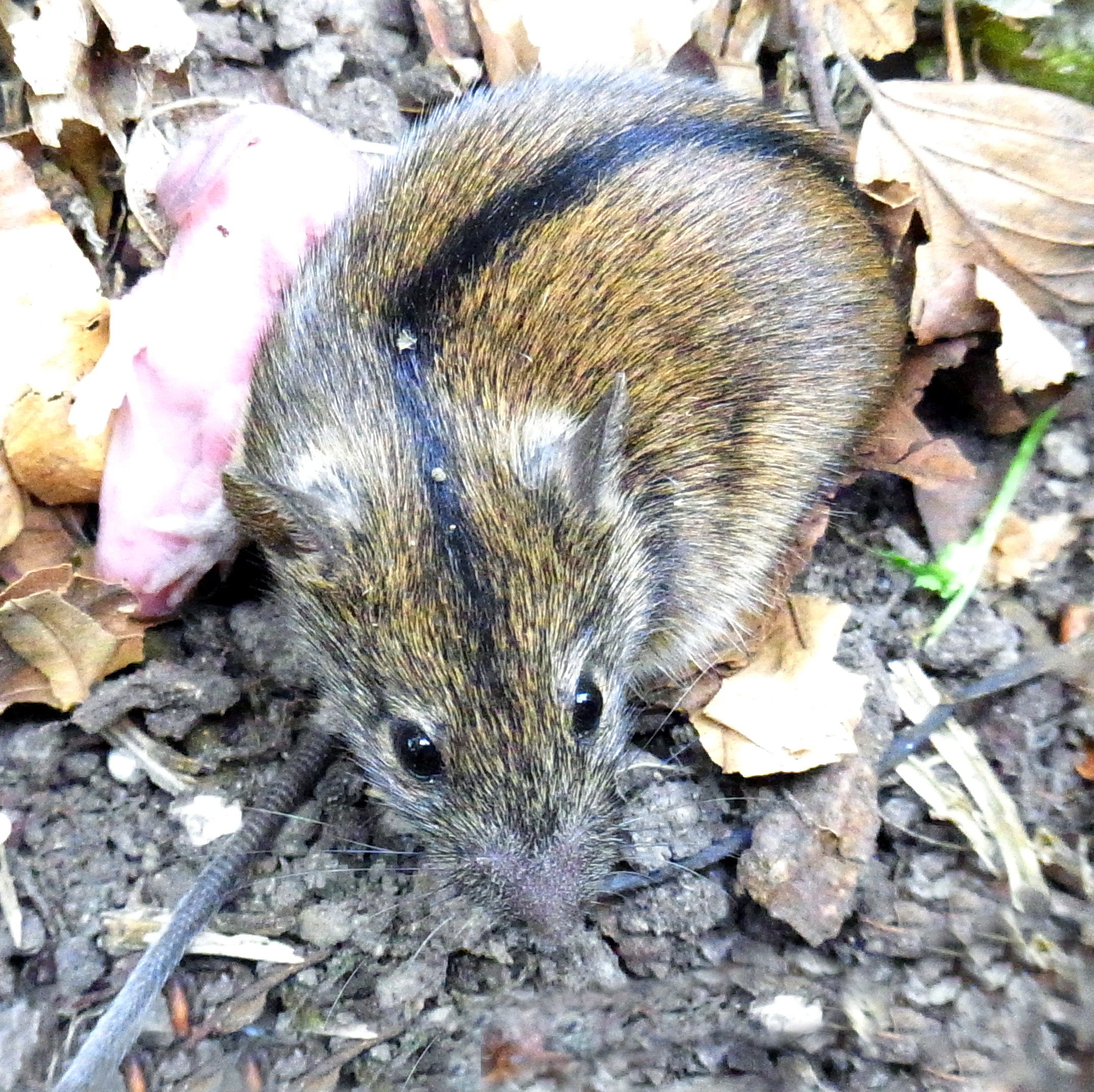
Pirókegér a Bükk-vidéken

Rokonainál kevésbé félénk, nappal és éjszaka egyaránt aktív erdeiegér-faj.
Föld alatti járatrendszerben lakik, melynek két kijárata van. Itt találhatók éléskamrái, melyekben nagy mennyiségű eleséget raktároz télire. Általában több állat él a föld alatti üregekben. Az utódok az alagútrendszer mélyén, jól kibélelt fészekkamrában jönnek világra.
Télire a madárfészket is éléskamrának használja, és magvakat halmoz fel benne.
A pirókegér elsősorban magvakkal, mogyoróval, makkal, bogyókkal, gyümölcsökkel és rügyekkel táplálkozik. Ezt kiegészíti kis mennyiségű rovartáplálékkal.

## Szaporodása
A szaporodási időszak az időjárástól függően májustól októberig-novemberig tart. Évente akár 3-4-szer is szaporodik. A nőstény 21 napos vemhesség után általában 4-9 kölyköt ellik. Az utódok 1-2 grammosan, csukott szemmel és csupaszon jönnek a világra. Szemük 9-10 naposan nyílik ki, ekkor már szőr borítja testüket. Ivarérettségüket 7-8 hetes korban érik el.
Élettartamuk a természetben rövid, 3 hónap-1 év között mozog. Fogságban akár 4 évig is elélhetnek.

## Ellenségei
A pirókegér sok ragadozó számára jelent fontos táplálékforrást. Fő ellenségei a róka, a menyét, a nyest, a borz és a házi macska. Bagolyköpetekben is rendszeresen találnak pirókegér-maradványokat.

## Rokon fajok
- Erdei egér (Apodemus sylvaticus)
- Sárganyakú erdeiegér (Apodemus flavicollis)
- Kislábú erdeiegér (Apodemus uralensis)